# الدولة اللودية الملتانية
سلالة لودي أو الدولة اللودية هي السلالة الأخيرة التي حكمت إمارة ملتان، من عاصمتها ملتان في القرن العاشر.

## التاريخ
أصول حامد لودي مثيرة للجدل. وبحسب بعض العلماء، يُفترض أن حامد لودي كان من نسل ساما (أو أسامة) لاوي ابن غالب لاوي. وتذكر مصادر أخرى أنه كان من قبيلة لودي [الإنجليزية] من البشتون. وفقًا لصموئيل ميكلوس ستيرن، ربما كانت سلالة لودي نفسها ملفقة حيث لم يبدأ ذكرها في الظهور إلا مع مؤرخين لاحقين مثل فيريشتا. ويذكر حدود العلم أن الحاكم كان قريشيًا. ويذكر ابن حوقل الذي زار ملتان سنة 367 هـ أيضًا أن الحكام كانوا من نسل سمع بن لؤي بن غالب.
صعد بنو لاوي إلى السلطة بعد أن أطاح جلام بن شيام، الداعي الإسماعيلي السابق، ببني ملتان الذين كانوا يحكمون إمارة ملتان سابقًا في عام 959. بعد وفاته، أصبح حامد لاوي أميرًا لملتان. وفقًا لفيريشتا، بدأ سبكتكين في شن غارات على ملتان ولمغان بحثًا عن العبيد أثناء حكم ألب تيجين في غزنة. وقد أدى هذا إلى إنشاء تحالف بين جايابالا، ملك شاهي الهندوس [الإنجليزية] في كابول، حامد لاوي، وملك بهاتيا. يذكر أن جايابالا تنازل عن لامغان ومولتان لحميد مقابل التحالف.

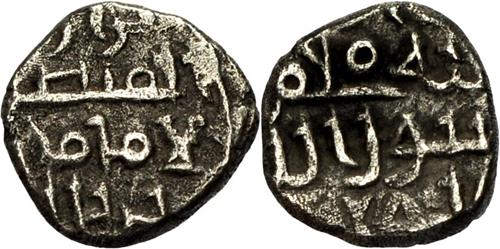
عملة فضية سُكّت في ملتان باسم الخليفة الفاطمي العزيز

بعد أن أصبح أميرًا في غزنة في عام 977 م، دخل سبكتكين في اتفاقية عدم عداء مع حميد لودي، الذي وافق وفقًا لفرشته على الاعتراف به سيدًا له. يذكر ميشرا أن استسلام حامد غير محتمل، على الرغم من أن سبكتكين نجح على الأرجح في حل تحالفه مع الملوك الهندوس [الإنجليزية] من خلال الدبلوماسية. ربما استولى حميد على حكم مدينة ملتان نفسها بعد وفاة جلم بن شعبان، الداعي الفاطمي الذي سيطر على المدينة بعد هزيمة بني منبه، وربما توفي في وقت ما بعد عام 985 م.

## الدِين
اتبعت سلالة لودي المذهب الإسماعيلي، وهي طائفة اعتبرها المسلمون السنة المحافظين هرطوقية. ربما كان حامد خان لودي من فصيل أكثر تسامحًا من الإسماعيليين من الجلام. كان اللوديس يدينون بالولاء للخلافة الفاطمية وكانوا هدفًا لمحمود الغزنوي بسبب إيمانهم. وبحسب تاريخ يميني من العتبي، فإن فاتح داود وافق على التحول إلى المذهب السني المحافظ، لكنه تخلى عنه في النهاية. وبعد أن استولى محمود على ملتان، ارتكب مجزرة أخرى بحق سكانها الإسماعيليين. تم التخلي عن المسجد الجامع الذي بناه جلام في موقع معبد الشمس في ملتان [الإنجليزية]، في حين أعيد فتح المسجد الجماعي القديم الذي بناه محمد بن قاسم للصلاة.